# Acalolepta degener
Acalolepta degener là một loài bọ cánh cứng trong họ Cerambycidae.